# Under the Iron Sea
Zasugerowano, aby zintegrować ten artykuł z artykułem Under the Iron Sea DVD. Nie opisano powodu propozycji integracji.
Under the Iron Sea – drugi studyjny album brytyjskiego zespołu rockowego Keane. Wydany 12 czerwca 2006 prócz Japonii (wydany 7 czerwca), Niemiec, Szwajcarii, Holandii, Meksyku (wydany 9 czerwca) oraz w USA i Kanadzie, gdzie premiera płyty miała miejsce 20 czerwca. Album ten zdaniem jego twórców ma znacznie mroczniejsze, elektroniczne brzmienie od poprzedniej studyjnej płyty Hopes and Fears.

## Lista utworów
1. "Atlantic" (4:13)
2. "Is It Any Wonder?" (3:08)
3. "Nothing in My Way" (4:02)
4. "Leaving So Soon?" (3:58)
5. "A Bad Dream" (5:04)
6. "Hamburg Song" (4:37)
7. "Put It Behind You" (3:35)
8. "The Iron Sea" (2:57)
9. "Crystal Ball" (3:53)
10. "Try Again" (4:26)
11. "Broken Toy" (6:07)
12. "The Frog Prince" (4:21)
13. "Let It Slide" (4:11)

## Twórcy
- Tim Rice-Oxley
- Tom Chaplin
- Richard Hughes